# Almedina de Sousse
A Medina de Sousse é uma almedina tunisina, no coração histórico de Sousse, que foi inscrita no ano 1988 na lista do Patrimônio da Humanidade da Unesco.
A cidade de Sousse está considerada como um típico exemplo das primeiras cidades da conquista islâmica do Magrebe. Conserva assim a casbá, (fortificação), a Grande Mesquita, a arrábita e a mesquita Bu Ftata, um edifício militar e religioso.
A almedina de Tunes está também inscrita na lista do patrimônio mundial.